# キス・ミス・チック
『キス・ミス・チック』は、1995年4月2日（4月1日深夜）から1996年3月31日（3月30日深夜）まで中京テレビで放送されていた情報バラエティ番組である。その後も1996年4月7日（4月6日深夜）から同年9月29日（9月28日深夜）まで『キスミスチック'96』と題して放送されていた。通称「キスミス」。

## 概要

### キス・ミス・チック
『Viva!サッカー』移動後の跡地と『ラジごめIIIホンジャマカ共和国』終了後の跡地を統合する形でスタートした深夜番組で、毎回生で放送されていた。
この番組は女性層を主なターゲットにしており、番組前半においてはJ-POPメインの音楽情報、ファッション情報、グルメ情報といった女性向けの情報を主に紹介していた。しかし、後半では一転して東海3県におけるテレビ番組視聴率の動向やその他テレビ業界の裏情報、ゲームソフト関連の情報、モータースポーツ等の自動車関連の情報といった、女性向けとは言い難いコアな情報を紹介するという構成を取っていた。実際、初回放送日前日付の中日新聞週間テレビガイド欄には、男性層がターゲットという相反する記述が見られる。
当初は全コーナーともに均等の扱いで放送していたが、視聴者からの支持が音楽関連のコーナーに集中するようになると、次第に音楽情報にやや特化した構成を取るようになった。この傾向に合わせるかのように、番組主催のライブイベント「Kiss Miss Live」（キス・ミス・ライブ）を定期的に開催するようになった。
司会は、当時中京テレビのアナウンサーだった板谷学とレーシングドライバーの土屋圭市という異色のコンビが務めた。ただし、土屋はスケジュールの都合からゲストパーソナリティという位置付けでの起用であり、番組の放送日と出場レースの開催日が重なった時には基本的に出演は無かった（時折電話出演をすることはあった）。当初は土屋の欠席時に代役などは立てていなかったが、後に浅草キッドとバカルディ（現・さまぁ〜ず）が交互に出演するようになり、その後、浅草キッドがレギュラーに昇格した。放送後期には彼らのほかに、LUNA SEAの真矢がレギュラーで出演していた。

### キスミスチック'96
番組はその後、1996年4月7日（4月6日深夜）放送分をもってリニューアル。タイトルも『キスミスチック'96』と改めて新しいコーナーをスタートさせるなど、一部内容の刷新が図られた。とはいえ、真矢の降板以外に出演者の変動は無く、番組の雰囲気そのものは大きく変えられることはなかった。
しかし、番組はリニューアルからわずか半年で打ち切られ、後継番組の『めざせ!総・楽・天』にその座を明け渡すことになった。以来、中京テレビでは2006年4月に『D4』がスタートするまでの間、深夜の時間帯において生活情報や娯楽情報を取り扱う番組はミニ番組のみという状態が続いた。ただし、この番組が実施していた企画や情報コーナーの一部は後継番組の『めざせ!総・楽・天』と『キャイ〜ンのギャロンパ』に引き継がれ、以後も放送枠そのものが消滅するまで続けられた。

## 放送時間
いずれも日本標準時。
- 日曜 0:25 - 2:05 （土曜深夜：1995年4月2日 - 1996年3月31日、『キス・ミス・チック』）
- 日曜 0:25 - 1:50 （土曜深夜：1996年4月7日 - 1996年9月29日、『キスミスチック'96』） - 放送枠が85分に縮小。

## 出演者
- 板谷学（当時中京テレビアナウンサー） - 総合司会を担当。
- 土屋圭市 - ゲストパーソナリティとして出演。
- 加藤賢崇 - 『キス・ミス・チック』時代前期の音楽コーナーを担当[3]。1995年9月まで出演。
- テイ・トウワ - 『キス・ミス・チック』時代前期の音楽コーナーを担当[3]。ほか、街で一般女性に声を掛けて彼女たちのファッションをコーディネイトするVTRコーナーも担当していた。
- 水道橋博士（浅草キッド）
- 玉袋筋太郎（浅草キッド）
- 真矢（LUNA SEA） - 『キス・ミス・チック』時代の途中でレギュラー入りし、「ミッドナイト真矢」というコーナーを担当した。
- 小林美穂子（当時中京テレビアナウンサー）
- かずは（キスミスレディース）
- あや（キスミスレディース）

## テーマ曲

### オープニングテーマ
- Born To Run （ブルース・スプリングスティーン、『キス・ミス・チック』）
- I'm Gonna Scream （シャンプー、『キスミスチック'96』）

### エンディングテーマ
- SPLENDID LOVE （Sala from VOCALAND、『キス・ミス・チック』 - 『キスミスチック'96』）
- LIKE A HARD RAIN （相川七瀬、『キスミスチック'96』）
- Brandnew Gear （MOON CHILD、『キスミスチック'96』）
- やっぱ決めたぜ!! （永岡昌憲、『キスミスチック'96』）

## Kiss Miss Live
雲竜フレックスビル西館5階にあるクラブダイアモンドホールで定期的に開催されていたライブイベント。その一部始終は番組本編の中で、ライブ出演者へのインタビューなどと併せて放送された。また、金曜未明（木曜深夜）には同名の関連番組『Kiss Miss Live』が放送されていたが、同番組においても番組主催ライブの模様が放送された。

## エピソード
- 司会の板谷学は、この番組で初の総合司会を経験した。また、板谷は当時中京テレビの一押しアナウンサーだったことから、初回放送日当日の中日新聞テレビ欄には板谷の写真を大々的に使った番組宣伝広告が掲載された。
- 『キス・ミス・チック』時代前期の音楽コーナーを担当していた加藤賢崇は、大ヒットを飛ばす前の安室奈美恵 with SUPER MONKEY'Sの「TRY ME 〜私を信じて〜」が名古屋地区のCD売上ランキングで上位に入ったことについて「名古屋にはロリコンが多いんですかね」とコメントしていた。
- 真矢の担当コーナー「ミッドナイト真矢」で行われた企画の1つに、「全日本ドラムス普及協会」というものがあった。これは、真矢が視聴者の部屋にドラムセットを持ち込み、それを叩きまくりながらドラムの基本を教えるという近所迷惑なものだった。このコーナーは、番組が『キスミスチック'96』へリニューアルする際に真矢本人が降板したために消滅したが、その翌月に『TVじゃん!!』枠でスタートした中京テレビ製作の『ここにシャチあり!』に真矢が起用されたことから、同番組へと引き継がれた。